# 澳洲雙線䲁
澳洲雙線䲁（學名：Enneapterygius namarrgon），為輻鰭魚綱䲁形目三鰭䲁科雙線䲁屬的一個種，被IUCN列為瀕危保育類動物，由德國魚類學家羅納德·弗里克於1997年所描述，分布於中西太平洋澳洲北領地海域，為特有種，深度0至5公尺，體長可達2.7公分，棲息在沙石混合海域，雌魚產附著性卵在藻類築的巢，雄魚會守護卵，幼魚為浮游性，生活習性不明。